# Pumpspeicherwerk Wisenta
Das Laufwasserkraftwerk Wisenta (bis 1992 Pumpspeicherwerk Wisenta) besteht aus der Talsperre Wisenta an der Wisenta als Oberbecken und dem Stausee Walsburg an der Saale als Unterbecken. Die Anlage liegt bei Ziegenrück und Schleiz in Thüringen und wird von Vattenfall Europe Generation betrieben.

## Ober- und Unterbecken
Das Absperrbauwerk des Oberbeckens ist eine gerade Gewichtsstaumauer aus Gussbeton. Sie wurde 1933 in nur vier Monaten errichtet. Am 2. Dezember 1933 wurde sie erstmals eingestaut. 1954 bis 1955 wurde die Mauer um 3 m auf 16,1 m erhöht und dabei auch luftseitig verstärkt. Sie ist auf Tonschiefer gegründet. Als Hochwasserentlastung wurde auf jeder Seite neben dem Überfall ein Heber gebaut.
Als Unterbecken wurde ab 1939 die Talsperre Walsburg, ein aufgestautes Stück der Saale unterhalb der Bleilochtalsperre und der Talsperre Burgkhammer sowie oberhalb der Hohenwartetalsperre genutzt. Das Absperrbauwerk ist ebenfalls eine Gewichtsstaumauer.
Alle diese Talsperren sind Teile der Saalekaskade, die zwischen 1926 und 1945 mit etwa 200 m Gefälle auf 65 km in fünf Staustufen an der oberen Saale errichtet wurde, wenn auch die Talsperre Wisenta nicht direkt an der Saale gelegen ist, sondern an ihrem Nebenfluss Wisenta.

## Wasserkraftwerk
Die vier Maschinensätze in Wisenta (Francis/Kaplan) haben zusammen 3,76 Megawatt (MW) Gesamtnennleistung, was für ein Pumpspeicherkraftwerk vergleichsweise wenig ist. Die Sperre am Untersee (Walsburg) verfügt über zwei Turbinen mit 1,2 bzw. 1,3 MW, zusammen 2,5 MW, die Sperre am Obersee (Wisenta) hat zwei Turbinen  mit je 0,6, zusammen 1,2 MW.
Das Pumpspeicherkraftwerk war bei seiner Inbetriebnahme das erste vollautomatische Pumpspeicherkraftwerk Europas. Am 1. August 1992 wurden allerdings die Pumpen stillgelegt und das Kraftwerk Wisenta seitdem nur noch als Speicherkraftwerk beziehungsweise Laufwasserkraftwerk genutzt.

## Vorläufer
Vorher gab es das "Steinkistenwehr", das 60 m über dem Flussbett lag und die Wisenta zu einem natürlichen Oberbecken staute. Der Grundstein für das Pumpspeicherwerk Wisenta wurde bereits im April 1919 gelegt. Die Pläne gehen auf Rudolf Straubel zurück. Im Dezember 1920 lieferte das Kraftwerk über eine direkte Leitung das erste Mal Strom an die Zeiss-Werke.